# Ana Gabriela Porras
Ana Gabriela Porras Santolamazza (* 25. Februar 1994 in Bogotá) ist eine ehemalige kolumbianische Squashspielerin.

## Karriere
Ana Gabriela Porras vertrat Kolumbien 2010 erstmals international. Bei den Panamerikameisterschaften schied sie früh aus und blieb ohne nennenswerte Erfolge, allerdings sicherte sie sich bei den Südamerikaspielen eine Podestplatzierung. Mit Miguel Ángel Rodríguez gewann sie die Mixedkonkurrenz und damit die Goldmedaille. Ein Jahr darauf gehörte Porras auch zur kolumbianischen Delegation bei den Panamerikanischen Spielen in Guadalajara und erreichte mit der Mannschaft das Finale. Dieses ging mit 0:2 gegen Kanada verloren, womit Porras gemeinsam mit Catalina Peláez und Silvia Angulo Rugeles die Silbermedaille erhielt. Mit der kolumbianischen Nationalmannschaft nahm Porras anschließend sowohl 2012 als auch 2014 an der Weltmeisterschaft teil. 2012 schlossen sie das Turnier noch auf dem 20. Platz ab, ehe sie sich 2014 auf den 16. Platz verbesserten. Porras selbst gelangen dabei 2012 zwei Siege in vier Partien und 2014 zwei Siege in fünf Partien. In den Jahren 2013 und 2014 stand sie erneut im Hauptfeld der Panamerikameisterschaften und schied in der zweiten Runde bzw. im Achtelfinale vorzeitig aus. Auch 2016 kam sie im Einzel nicht über die zweite Runde der Panamerikameisterschaften hinaus, schaffte dafür aber im Doppel mit Karol González sowie im Mannschaftswettbewerb jeweils den Einzug ins Halbfinale.
Porras studierte von 2012 bis 2016 an der George Washington University, für die sie auch im College Squash antrat. Nach Abschluss ihres Studiums war sie nicht mehr im Squash aktiv.

## Erfolge
- Panamerikanische Spiele: 1 × Silber (Mannschaft 2011)
- Südamerikaspiele: 1 × Gold (Mixed 2010)